# Chelva
Chelva (en castillan et officiellement, Xelva en valencien), est une commune espagnole de la province de Valence dans la Communauté valencienne. Elle est située dans la comarque de Los Serranos et dans la zone à prédominance linguistique castillane.

## Géographie

Localisation de Chelva
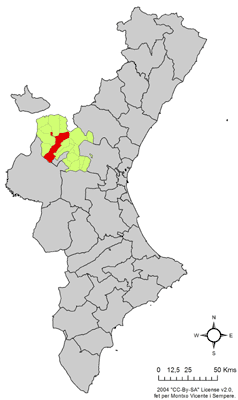
dans la Communauté valencienne.
dans la comarque de Los Serranos.

## Histoire
Dans la région de Chelva, la Préhistoire peut être reconstituée à partir des vestiges archéologiques de sites néolithiques, de l'âge du bronze, en passant par d'importantes colonies ibériques et romaines, dont, outre quelques villas rmaines, il reste le site néolithique de l'Abrigo de la Quebrada et l'aqueduc de Peña Cortada.

### Localités limitrophes
Le territoire municipal de Chelva est voisin de celui des communes suivantes :
La Yesa, Andilla, Alpuente, Titaguas, Calles, Domeño, Loriguilla, Utiel, Benagéber et Tuéjar.

## Administration
La commune est dirigée par un conseil municipal de neuf membres élus pour un mandat de quatre ans.
Liste des maires, depuis les premières élections démocratiques.
| Période     | Nom                       | Parti politique    |
| ----------- | ------------------------- | ------------------ |
| 1979-1983   | José Sánchez              | UCD                |
| 1983-1991   | Joaquín Solaz Garzón      | PSPV-PSOE          |
| 1991-1995   | Miguel Esteban            | Indépendant        |
| 1995-1999   | Joaquín Solaz Garzón      | PSPV-PSOE          |
| 1999-2007   | José Cervera Hernández    | PP                 |
| 2007-2009   | Jerónimo Torralba Rull    | LICH (indépendant) |
| 2009-2011   | Joaquín Solaz Alcaide     | PSPV-PSOE          |
| 2011-2015   | Cristina García Zapater   | PP                 |
| 2015-2017   | Robert Rubio i Vicent     | PSPV-PSOE          |
| Depuis 2017 | David Cañigueral Belmonte | EUPV-PUP           |

### Sources
- (es) Cet article est partiellement ou en totalité issu de l’article de Wikipédia en espagnol intitulé « Chelva » (voir la liste des auteurs).